# Gelnica
Gelnica (en hongrois : Gölnicbánya, en allemand : Göllnitz) est une commune du district de Gelnica, dans la région de Košice, en Slovaquie.

## Histoire
Gelnica est une ancienne cité minière.

## Démographie

### Évolution de la population
| Année:               | 1994. | 2004.   | 2014.   | 2024.   |
| -------------------- | ----- | ------- | ------- | ------- |
| Nombre de personnes: | 6366  | 6213    | 6163    | 5775    |
| Différence:          |       | -2,40 % | -0,80 % | -6,29 % |

| Année:               | 2023. | 2024.   |
| -------------------- | ----- | ------- |
| Nombre de personnes: | 5807  | 5775    |
| Différence:          |       | -0,55 % |

## Démographie
Évolution de la population depuis 1880 :
| Année du recensement | Nbre d'habitants | Nbre de maisons |
| -------------------- | ---------------- | --------------- |
| 1880                 | 4 358            | 946             |
| 1890                 | 3 918            | 871             |
| 1900                 | 4 093            | 867             |
| 1910                 | 3 833            | 860             |
| 1921                 | 3 737            | 851             |
| 1930                 | 3 975            | 897             |
| 1950                 | 3 686            | 900             |
| 1961                 | 4 482            | 847             |
| 1970                 | 4 640            | 880             |
| 1980                 | 5 100            | 844             |
| 1991                 | 6 277            | 841             |
| 2001                 | 6 404            | 823             |

## Jumelages
- Gennep (Pays-Bas)
- Rudnik nad Sanem (Pologne)
- Horní Suchá (Tchéquie)